# AIKA
AIKA (あいか 25 tháng 8 năm 1990 –) là một nữ diễn viên khiêu dâm người Nhật Bản. Cô thuộc về công ty T-Powers.

## Sự nghiệp
Năm 2011, cô ra mắt trong ngành phim khiêu dâm.. Trước khi cô ra mắt ngành phim khiêu dâm, cô là một chuyên gia làm đẹp. Cô ra mắt ngành phim khiêu dâm sau khi được tìm thấy ở Shibuya. Cô tiếp tục làm chuyên gia làm đẹp trong bốn năm, những cô đã bỏ nghề và làm nữ diễn viên phim khiêu dâm kiểu gyaru da đen. Cô đã trở nên nổi tiếng.

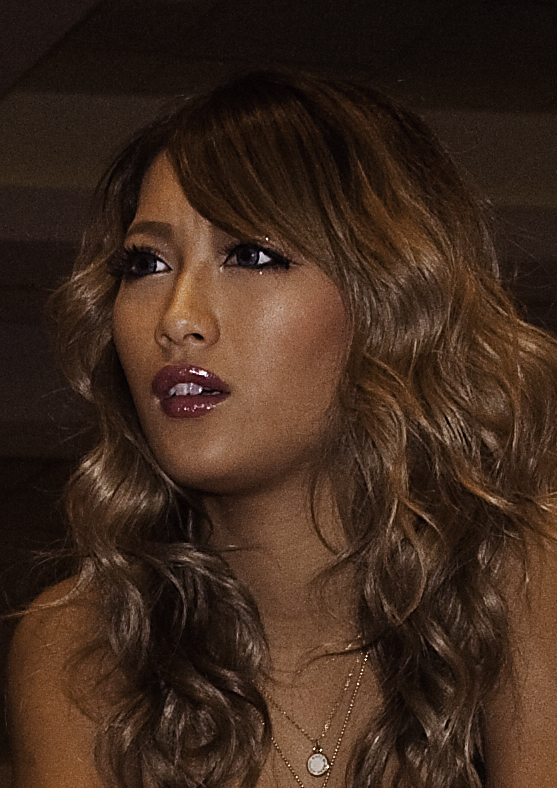
Cô khi còn là gyaru da đen, được chụp vào năm 2016

5/4/2016, cô nhận giải Nữ diễn viên chính xuất sắc tại Giải thưởng phim người lớn DMM.R18 2016. Vào tháng 8, cô chuyển công ti chủ quản từ Five Promotion sang T-Powers.
3/3/2017, cô nhận giải Nữ diễn viên (giải cao nhất) tại Giải thưởng truyền hình phim khiêu dâm Sky PerfecTV! 2017.
Tháng 10/2019, cô được đề cử cho GeoTV×Men's Cyzo ADULT AWARD 2019 trong hạng mục Ngôi sao nói chuyện bậy. Hạng mục thứ hai là "Gyaru da đen quôc gia".
Tháng 12/2020, cô xếp thứ 6 trong bảng "FLASH 2020 BEST100 diễn viên đang hoạt động gợi cảm nhất" được bầu chọn bởi độc giả.

Tháng 4/2021, cô xếp thứ 15 trong bảng "bầu cử nữ diễn viên phim khiêu dâm SEXY đang hoạt động 2021" của Asahi Geino. Tháng 8 cùng năm, cô xếp thứ 40 trong "Bảng xếp hạng FLASH 2021 diễn viên nữ gợi cảm chọn bởi 300 độc giả"..

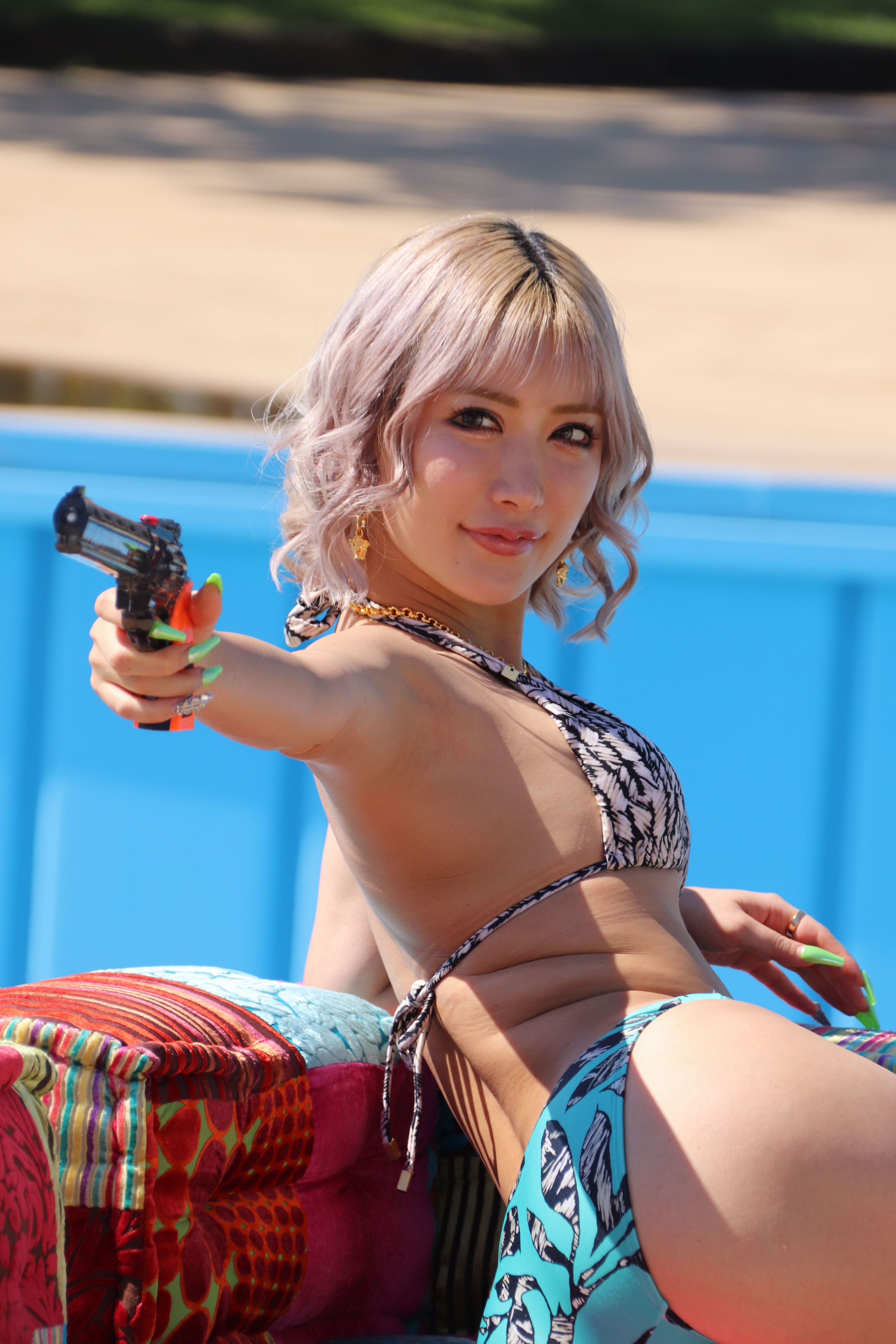
Cô tại Fresh Summer Fes!!, được chụp vào năm 2022

Tháng 1/2023, Good Smile Company sẽ phát hành một mô hình nhựa tỉ lệ 1/20 của cô trong loạt mô hình "PLAMAX Naked Angel" bằng cách sử dựng dữ liệu ba chiều.
Trong bảng xếp hạng sàn video FANZA hàng tuần ngày 15/5/2023, phim của cô "【Món quà mùa xuân】【Túi may mắn】Bản ghi không cắt của các phim được tuyển chọn kĩ càng! 15 phim trong 35 giờ! Bản ghi toàn bộ 2130 phút! BEST của cô gái dâm đãng với ngực lớn!!" (【祝春ギフト】【福袋】超絶大ヒット人気タイトル厳選ノーカット収録!15作品で35時間!まるごと2130分大収録!乳首びんびんどすけべ痴女BEST!!) (phát hành bởi Katsuo Bussan/ Mōsozoku) đã xếp thứ nhất. Phim cũng đã xếp thứ nhất trong tuần ngày 14/8 cùng năm.

## Đời tư
Thông tin chính thức là cô đến từ tỉnh Hyōgo. Tuy nhiên, vào ngày 1/5/2022, cô nói rằng cô đến từ Mie, và học cấp hai và cấp ba ở Tochigi. Sau đó, cô nói rằng cô sống ở Koiwa, Tokyo. Sở thích của cô là ca hát, thời trang và du lịch.
Cô có một em trai kém cô 5 tuổi và một em gái kém cô 6 tuổi.
Tại thời điểm cô ra mắt, phim của cô được bán với tốc độ nhanh và nhiều, và cô nói điều đó là không thể.
Mặc dù cô thường được gọi là đại diện của các nữ diễn viên kiểu gyaru, cô thường không tự nhận thức điều đó, và trong một buổi phỏng vấn vào năm 2019 cô đã nói "Tôi chỉ sử dụng các loại quần áo, phụ kiện, màu tóc và mĩ phẩm yêu thích của mình, và trước khi tôi biết điều đó tôi đã được gọi là một gyaru". Khi còn là học sinh, cô là loại người Ura-Harajuku và thường đọc tạp chí Zipper và nhiều loại khác.
Có nhiều người nổi tiếng đã tiết lộ bản thân là người hâm mộ cô, ví dụ như Katō Kōji của Gokuraku Tombo, Kin-chan (金ちゃん) của bộ đôi Onigoe Tomahawk.